# 笹原山中バイパス
笹原山中バイパス（ささはらやまなかバイパス）は、静岡県三島市内の国道1号バイパスである。難所である箱根峠区間の曲線の改良および拡幅を目的として整備された。

## 概要
- 起点：静岡県三島市山中新田
- 終点：静岡県三島市笹原新田
- 延長：4.3 km
- 規格：第3種第2級
- 設計速度：50 km/h
- 道路幅員：17.5 m
- 車線数：2車線（登坂車線有り）
- 車線幅員：3.25 m（登坂車線は3.0 m）

## 沿革
- 1988年（昭和63年）度：事業化
- 1991年（平成3年）度：用地着手
- 1993年（平成5年）度：工事着手
- 2016年（平成28年）3月12日：山中地区（L=1.6 km）供用開始[1]
- 2020年（令和2年）2月22日：笹原地区（L=2.7 km）供用開始[2]

## 接続するバイパスの位置関係
（東京方面）箱根新道 -（現道）- 笹原山中バイパス  -（現道）- 三ツ谷バイパス（大阪方面）